# Зволя (Великопольське воєводство)
Зволя (пол. Zwola) — село в Польщі, у гміні Занемишль Сьредського повіту Великопольського воєводства.
Населення — 227 осіб (2011).
У 1975-1998 роках село належало до Познанського воєводства.

## Демографія
Демографічна структура станом на 31 березня 2011 року:
|          | Загалом | Допрацездатний вік | Працездатний вік | Постпрацездатний вік |
| -------- | ------- | ------------------ | ---------------- | -------------------- |
| Чоловіки | 107     | 23                 | 77               | 7                    |
| Жінки    | 120     | 24                 | 79               | 17                   |
| Разом    | 227     | 47                 | 156              | 24                   |